# Varga Ádám (labdarúgó, 1999. február 12.)
Varga Ádám (Budapest, 1999. február 12. –) magyar labdarúgókapus. Jelenleg a Debreceni VSC kapusa, kölcsönben a Ferencvárostól.

## Pályafutása
Az 1999-ben született hálóőr 2016 januárjában, 16 évesen edzőtáborozott először a Ferencváros felnőtt csapatával. 2015. június 22-én írta alá első profi szerződését, így tagja volt a fővárosi zöld-fehérek 29. bajnoki címét és 22. Magyar Kupa elsőségét megnyerő együttes bő keretének, igaz pályára nem lépett egyik sorozatban sem.
2018. február 1-jén meghosszabbította a szerződését. Újabb bajnoki címet ünnepelhetett a csapattal, az utolsó fordulóban, 2019. május 19-én a Puskás Akadémia elleni mérkőzésen az utolsó hat percre beállva az élvonalban is bemutatkozhatott. A 2019–20-as idényt megelőzően a másodosztályú Soroksárhoz került kölcsönbe. A koronavírus-járvány miatt félbeszakított 2019–20-as szezonban tizenhat bajnokin védett a másodosztályban. 2020 nyarán a Ferencváros szerződést hosszabbított Vargával, egyúttal bejelentette, hogy újabb egy évre kölcsönadta őt a Soroksárnak.
Kecskeméti kölcsönszerződése lejártával a 2023–24-es idényre visszatért a Ferencvároshoz.
2025. július 7-én bejelentették, hogy a 2025–26-os szezont kölcsönben a Debreceni VSC csapatánál tölti.

## Sikerei, díjai
Ferencvárosi TC
- Magyar bajnok (4): 2015–16,[8] 2018–19, [9] 2023–24, 2024–25[10]
- Magyar kupagyőztes (1): 2015–16 [11]
- Magyar szuperkupa-győztes (1): 2015 [12]
- Magyar kupa ezüstérmes (2): 2024, [13] 2025

 Kecskeméti TE
- Magyar labdarúgó-bajnokság ezüstérmes (1): 2022–23[14]